# Acraea intermedia
Acraea intermedia är en fjärilsart som beskrevs av Wichgraf 1908. Acraea intermedia ingår i släktet Acraea och familjen praktfjärilar. Inga underarter finns listade i Catalogue of Life.